# Create (SQL)
Create – polecenie SQL używane do tworzenia obiektów w systemie zarządzania relacyjną bazą danych.
Polecenie może być częścią bardziej złożonych konstrukcji, takich jak CREATE PROCEDURE, CREATE TABLE.

## Polecenie CREATE PROCEDURE
Przykład użycia CREATE PROCEDURE w systemie AS400:
```
  
CREATE
 
PROCEDURE
 
SCHEMA
/
PROCNAME
(

    
IN
 
APAR1
 
DECIMA
(
10
),

    
IN
 
APAR2
 
VARCHAR
(
10
),

    
OUT
 
OPAR1
 
DEC
(
12
)

  
)

  
LANGUAGE
 
SQL

  
MODIFIES
 
SQL
 
DATA

  
BEGIN

    
DECLARE
 
VPAR
 
DEC
(
12
);

    
SELECT
 
MAX
(
F1
 
)

    
INTO
 
VPAR

    
FROM
 
SCHEMA
/
TABELA
;

    
SET
 
VPAR
 
=
 
VPAR
 
+
 
1
;

    
INSERT
 
INTO
 
SCHEMA
/
TABELA
(
F1
,
 
F2
,
 
F3
)

    
VALUES
 
(
VPAR
,
 
APAR1
,
 
APAR2
);

    
SET
 
OPAR1
 
=
 
VPAR
;

  
END
;

```

## Polecenie CREATE TABLE
Konstrukcja skryptu:
```
CREATE
 
TABLE
 
[
nazwa
 
tabeli
]

(

[
specyfikacja
 
kolumn
]

)

[
dodatkowe
 
opcje
]

```

Przykład użycia CREATE TABLE w standardzie Oracle.
Poniższy skrypt utworzy tabelkę o nazwie indeks, która będzie zawierać dwie kolumny: id typu liczbowego z ograniczeniem maksymalnego rozmiaru do 8 bajtów oraz tekstowego z ograniczeniem maksymalnego rozmiaru do 500 bajtów:
```
CREATE
 
TABLE
 
indeks

(

id
 
NUMBER
(
8
),

opis
 
VARCHAR
(
500
)

)

```